# Perschkau

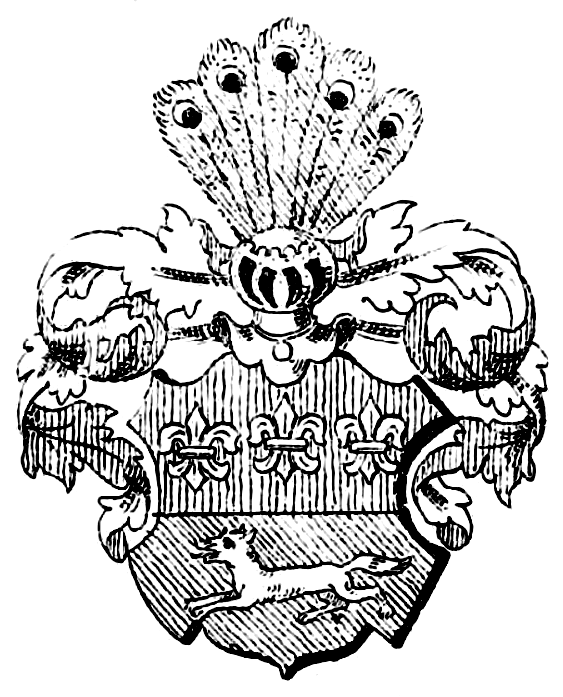
Wappen derer von Perschkau

Perschkau ist der Name eines erloschenen preußischen Adelsgeschlechts.

## Geschichte
Die Herkunft der Perschkau blieb der Forschung lange vorenthalten. Mülverstedt musste die Frage der Herkunft unbeantwortet lassen, Gallandi und Zernicki-Szeliga verlegten diese bereits nach Pommerellen. Heute geht man gemeinhin davon aus, dass die Familie aus Parschkau bei Putzig stammt. Mit Merten von Parzkow erschien das Geschlecht dort 1452 erstmals urkundlich bei Danzig.
Die Familie ist schon vor dieser Zeit mit dem Orden nach Preußen gelangt, denn mit Moritz I. Vasall des Gebietes Königsberg wurden die Perschkau dort acht Jahre früher urkundlich.
Am 19. März 1486 bekam Hans I. († vor 1516), mit dem die gesicherte Stammreihe beginnt, vom Komtur zu Ragnit Christoph von Aufseß das zwölf Hufen große Gut Senteinen bei Tilsit verschrieben. 1517 tauschte dessen Sohn Moritz II. († vor 1562) die verbliebenen Güter im königsbergischen Kammeramt Taplacken, u. a. Knäblacken, gegen Güter im Tilsitischen. Hier nun hatte die Familie ihren Entfaltungsschwerpunkt, war in der Mitte des 16. Jahrhunderts sogar die einzige adlige Familie im Gebiet des späteren Hauptamts Tilsit.
Moritz II. von Perschkau wurde am 29. März 1529 zum ersten Burggrafen des herzoglichen Amtes Tilsit bestallt. Er war eine sehr einflussreiche und wirtschaftlich erfolgreiche Person seiner Zeit und Region, leistete durch sein Tun einen wesentlichen Beitrag zur Urbarmachung und Kolonisation im Tilsitischen, kam andererseits jedoch bereits zu Lebzeiten wegen Vorteilnahme in Bedrängnis. Unter seinen Söhnen stand lediglich noch Hans II. († vor 1572) in der Gunst des Herzogs. Mit des letztgenannten Sohn Ludwig von Perschkau († 1620), Erbherr auf Senteinen hat die Familie im Mannesstamm ihren Ausgang gefunden.

## Stammreihe
- Hans I., † vor 1516, ⚭ Ursula Tolk, Tochter oder Schwester des Tilsiter Kämmerers Thomas Tolk

- Moritz II., † vor 1562, ⚭ Catharina  von Weyer a.d.H. Wohnsdorf, † vor 1546

- Barbara, ⚭I. Eustach von Pröck, ⚭II. Hans von Götzen
- Ursula, ⚭ Friedrich von Götzen auf Doosen
- Hans II., † vor 1572, ⚭ Sophie von Pilgram

- Dorothea, † vor 1621, ⚭ Peter von Gleisen-Dorengowski
- Catharina, ⚭I. Jakob Winter, Wildmeister zu Georgenburg, ⚭II. Hans  von Prebendow, † vor 1598
- Anna, † nach 1617, ⚭ Peter von Prebendow, † nach 1610
- Ludwig, † 1620, ⚭I. 1571 Barbara von Kalnein, † vor 1604, ⚭II. 1605 Marie von Partheim

- Anton, † vor 1572, ⚭ NN von Ebert, Schwester des Jost

- Wolf Friedrich, † 1717
- Barbara, ⚭ Felix von Werner auf Schodien

- Moritz III., † nach 1572

## Güterbesitz
Die Perschkau besaßen im Herzogtum die Güter Bendiglauken im Kreis Braunsberg, Crimlack und Kolkheim im Kreis Rastenburg sowie Kaukehmen, Schalteiken und Schilleningken und Schnecken im Kreis Niederung. Der übrige Güterbesitz lag mit Kolkappen, Moritzkehmen, Pamletten, Plauschwarren, Raukotinen, Rinduppen, Sentheinen und Splitter im Kreis Tilsit.

## Wappen
Die Perschkau führten das polnische Wappen Parzkow: Den Schild rot-grün geteilt, oben drei silberne Lilien nebeneinander, unten ein laufender, silberner Wolf. Auf dem Helm mit rot-silbernen Decken ein Pfauenstoß.